# Amikla od Sparte
Prema grčkoj mitologiji, Amikla (starogrčki Ἀμύκλας, Ἀmúklas) bio je kralj Sparte te osnivač grada zvanog Amyklai u središnjoj Lakoniji.
Njegovi su roditelji bili kralj Lakedemon i kraljica Sparta, a sestra kraljica Euridika od Arga. Amikla je oženio Diomedu, kćer Lapitovu, koja je Amikli rodila djecu:
- Argal,[1] kralj Sparte
- Kinort,[2] kralj Sparte
- Hijakint, Apolonov ljubavnik
- Laodamija, kraljica Arkadije
- Polibeja

Jedan mit kaže da je upravo Amikla bio otac Dafne.
| Prethodnik: | Kralj Sparte | Nasljednik: |
| Lakedemon   | Kralj Sparte | Argal       |